# Wydział Lekarski Gdańskiego Uniwersytetu Medycznego
Wydział Lekarski Gdańskiego Uniwersytetu Medycznego – jeden z czterech wydziałów Gdańskiego Uniwersytetu Medycznego powstały w 1945 roku. Jego siedziba znajduje się przy ul. M. Skłodowskiej-Curie 3a w Gdańsku.

## Struktura
- I Katedra i Klinika Kardiologii
- II Katedra Kardiologii
- II Klinika Ortopedii i Traumatologii Narządu Ruchu
- Katedra Anatomii
- Katedra Anestezjologii i Intensywnej Terapii
- Katedra Biochemii Klinicznej
- Katedra Chirurgii Ogólnej
- Katedra Chorób Psychicznych
- Katedra Immunologii
- Katedra i Klinika Chirurgii i Urologii Dzieci i Młodzieży
- Katedra i Klinika Chirurgii Klatki Piersiowej
- Katedra i Klinika Chirurgii Onkologicznej
- Katedra i Klinika Chorób Wewnętrznych, Chorób Tkanki Łącznej i Geriatrii
- Katedra i Klinika Dermatologii, Wenerologii i Alergologii
- Katedra i Klinika Endokrynologii i Chorób Wewnętrznych
- Katedra i Klinika Gastroenterologii i Hepatologii
- Katedra i Klinika Ginekologii, Ginekologii Onkologicznej i Endokrynologii Ginekologicznej
- Katedra i Klinika Hematologii i Transplantologii
- Katedra i Klinika Kardiochirurgii i Chirurgii Naczyniowej
- Katedra i Klinika Kardiologii Dziecięcej i Wad Wrodzonych Serca
- Katedra i Klinika Nefrologii, Transplantologii i Chorób Wewnętrznych
- Katedra i Klinika Neurochirurgii
- Katedra i Klinika Okulistyki
- Katedra i Klinika Onkologii i Radioterapii
- Katedra i Klinika Ortopedii i Traumatologii Narządu Ruchu
- Katedra i Klinika Otolaryngologii
- Katedra i Klinika Pediatrii, Diabetologii i Endokrynologii
- Katedra i Klinika Pediatrii, Gastroenterologii, Hepatologii i Żywienia Dzieci
- Katedra i Klinika Pediatrii, Hematologii i Onkologii
- Katedra i Klinika Pediatrii, Nefrologii i Nadciśnienia
- Katedra i Klinika Urologii
- Katedra i Zakład Biochemii
- Katedra i Zakład Biologii i Genetyki
- Katedra i Zakład Chemii Medycznej
- Katedra i Zakład Farmakologii
- Katedra i Zakład Fizjologii
- Katedra i Zakład Fizjopatologii
- Katedra i Zakład Fizyki i Biofizyki
- Katedra i Zakład Histologii
- Katedra i Zakład Medycyny Sądowej
- Katedra i Zakład Patomorfologii
- Katedra Medycyny Rodzinnej
- Katedra Mikrobiologii
- Katedra Nadciśnienia Tętniczego i Diabetologii
- Katedra Neurologii
- Katedra Perinatologii
- Katedra Pneumonologii i Alergologii
- Klinika Chirurgii Plastycznej
- Klinika Chorób Zakaźnych
- Wydziałowe Studium Informatyki Medycznej i Biostatystyki
- Zakład Etyki
- Zakład Higieny i Epidemiologii
- Zakład Mikroskopii Elektronowej
- Zakład Patologii i Reumatologii Doświadczalnej
- Zakład Radiologii
- Oddział Stomatologiczny[2]

## Kierunki studiów
- lekarski
- lekarsko-dentystyczny
- techniki dentystyczne
- inżynieria mechaniczno-medyczna - kierunek międzyuczelniany
- logopedia - kierunek międzyuczelniany[1]

## Władze
Źródło: 
- Dziekan: prof. dr hab. Radosław Owczuk
- Prodziekan ds. nauki i rozwoju kadr: prof. dr hab. Ewa Słomińska
- Prodziekani ds. dydaktycnych:

dr hab. Maria Bieniaszewska
dr hab. Kamil Chwojnicki
dr hab. Aida Kusiak, prof. uczelni
prof. dr hab. Paweł Zagożdżon